# Џон Мејџор
Сер Џон Мејџор (енгл. John Major; Ст. Хелијер, 29. март 1943) је британски конзервативни политичар који је служио као премијер Уједињеног Краљевства и вођа Конзервативне странке од 1990. до 1997. године. Пре тога је у кабинету Маргарет Тачер служио као министар спољних послова и финансија, а као члан Парламента је заступао Хантингдон од парламентарних избора 1979. до 2001. године.

## Премијер Уједињеног Краљевства
Мејџор је на место премијера и страначког вође дошао након што је у јесен 1990. Мајкл Хезелтајн био изазвао Тачерову; када је Тачерова схватила да у странци више не ужива подршку, одлучила је да напусти власт и дала подршку Мејџору као свом незваничном наследнику, иако с његовом политиком није била у потпуности задовољна. Мејџор је успео да победи Хезелтајна и тако постао нови премијер. Почетак његовог мандата су означили бурни спољнополитички догађаји везани уз завршетак Хладног рата: почетком 1991. је послао британске трупе да учествују у Заливском рату, а крајем исте године потписао Мастрихтски споразум као основ за стварање Европске уније. Иако је Британију захватила економска рецесија и иако су анкете предвиђале победу опозиционих лабуриста, Мејџор је успео да оствари изненађујућу победу на изборима у пролеће 1992. године те својој странци обезбедио четврти узастопни мандат.
Међутим, само неколико месеци касније је на тзв. Црну среду 16. септембра 1992. његова влада услед наглог пада вредности била присиљена да повуче британску фунту из тадашњег европског механизма течаја валута, а што је, заједно с неуспелим покушајима да се буџетским интервенција очува течај, створило перцепцију о Мејџоровој неспособности и неодлучности. Мејџор је такође постао предмет све жешћих критика због јавног супротстављања западној војној интервенцији у југословенским ратовима, односно рату у БиХ, а што се често тумачило као прикривена подршка Србима. Иако је био нешто успешнији у решавању сукоба у Северној Ирској, те је својим дипломатским иницијативама 1994. успео да подстакне ИРА-у на прекид ватре који је, иако прекинут 1996. године, значајно допринео смиривању насиља и касније постигнутим мировним решењима. Британска јавност је, међутим, далеко више била под утиском фракцијских сукоба унутар Конзервативне странке, везаних уз британску улогу у ЕУ, као и серије корупционих и сексуалних скандала везаних уз њене водеће политичаре.
На изборима 1997. конзервативци су претрпели један од најтежих пораза у својој историји и морали да препусте власт лабуристима Тонија Блера. Мејџор је поднео оставку на место вође странке, које је преузео Вилијам Хејг. На изборима 2001. се није кандидовао за Парламент, те је тако и формално завршила његова политичка каријера.

## Породица
Мејџор се 1970. венчао за учитељицу Норму Мејџор с којом има сина Џејмса и кћер Елизабет. Мејџор је тренутно најстарији живи британски премијер.